# Dunira nisalis
Dunira nisalis là một loài bướm đêm trong họ Erebidae.